# Omochroa spurca
Omochroa spurca är en fjärilsart som beskrevs av Jules Pièrre Rambur 1866. Omochroa spurca ingår i släktet Omochroa och familjen björnspinnare. Inga underarter finns listade i Catalogue of Life.